# Copa del Generalísimo 1959/60
Die Copa del Generalísimo 1959/60 war die 56. Austragung des spanischen Fußballpokalwettbewerbes, der heute unter dem Namen Copa del Rey stattfindet.
Der Wettbewerb startete am 22. November 1959 und endete mit dem Finale am 26. Juni 1960 im Estadio Santiago Bernabéu in Madrid. Titelverteidiger des Pokalwettbewerbes war der CF Barcelona. Den Titel gewann Atlético Madrid durch einen 3:1-Erfolg im Finale gegen den Stadtrivalen Real Madrid.

## Vorrunde
Die Hinspiele wurden am 22. November 1959, die Rückspiele am 13. März 1960 ausgetragen.
|                   | Gesamt |                     | Hinspiel | Rückspiel |
| ----------------- | ------ | ------------------- | -------- | --------- |
| CD Alavés         | 5:5    | Atlético Ceuta      | 5:2      | 0:3       |
| Atlético Almería  | 2:4    | Deportivo La Coruña | 2:1      | 0:3       |
| Real Avilés       | 1:4    | AD Plus Ultra       | 0:1      | 1:3       |
| Baracaldo CF      | 3:0    | CD Mestalla         | 2:0      | 1:0       |
| CD Baskonia       | 0:3    | Real Murcia         | 0:0      | 0:3       |
| FC Cádiz          | 3:5    | CD Sabadell         | 3:0      | 0:5       |
| Celta Vigo        | 1:4    | FC Córdoba          | 0:1      | 1:3       |
| FC Extremadura    | 3:3    | Cultural Leonesa    | 3:1      | 0:2       |
| Club Ferrol       | 4:1    | CD Teneriffa        | 3:0      | 1:1       |
| Recreativo Huelva | 2:2    | Sestao SC           | 1:1      | 1:1       |
| SD Indautxu       | 6:3    | Real Jaén           | 6:0      | 0:3       |
| Levante UD        | 01:10  | Real Gijón          | 0:1      | 1:9       |
| RCD Mallorca      | 4:1    | CD Condal           | 3:0      | 1:1       |
| Real Santander    | 1:1    | CD San Fernando     | 1:1      | 0:0       |
| Tarrasa CF        | 4:2    | CD Badajoz          | 4:0      | 0:2       |
| Rayo Vallecano    | 5:8    | CD Ourense          | 2:3      | 3:5       |

### Entscheidungsspiele
|                   | Ergebnis |                  |
| ----------------- | -------- | ---------------- |
| CD Alavés         | 10:1 1   | Atlético Ceuta   |
| FC Extremadura    | 10:2 2   | Cultural Leonesa |
| Recreativo Huelva | 12:1 3   | Sestao SC        |
| Real Santander    | 11:1 4   | CD San Fernando  |
| Real Santander    | 11:2 5   | CD San Fernando  |

## Runde der letzten 32
Die Hinspiele wurden am 24. April, die Rückspiele am 1. Mai 1960 ausgetragen.
|                     | Gesamt |                  | Hinspiel | Rückspiel |
| ------------------- | ------ | ---------------- | -------- | --------- |
| Atlético Ceuta      | 1:3    | Real Oviedo      | 0:0      | 1:3       |
| CF Barcelona        | 10:20  | Club Ferrol      | 7:1      | 3:1       |
| FC Córdoba          | 7:3    | Real Saragossa   | 6:1      | 1:2       |
| Deportivo La Coruña | 3:7    | Atlético Bilbao  | 3:2      | 0:5       |
| FC Elche            | 4:3    | CD San Fernando  | 4:2      | 0:1       |
| UD Las Palmas       | 0:2    | Cultural Leonesa | 0:0      | 0:2       |
| CD Ourense          | 3:2    | RCD Español      | 2:0      | 1:2       |
| AD Plus Ultra       | 2:4    | Betis Sevilla    | 1:2      | 1:2       |
| Real Madrid         | 4:1    | Baracaldo CF     | 3:1      | 1:1       |
| Real Sociedad       | 7:2    | SD Indautxu      | 4:0      | 3:2       |
| Recreativo Huelva   | 2:2    | FC Granada       | 1:0      | 1:2       |
| CD Sabadell         | 0:5    | Atlético Madrid  | 0:1      | 0:4       |
| FC Sevilla          | 1:3    | Real Gijón       | 1:0      | 0:3       |
| Tarrasa CF          | 3:2    | CA Osasuna       | 3:1      | 0:1       |
| FC Valencia         | 2:1    | Real Murcia      | 2:0      | 0:1       |
| Real Valladolid     | 1:3    | RCD Mallorca     | 0:2      | 1:1       |

### Entscheidungsspiele
Das Spiel wurde am 3. Mai in Córdoba ausgetragen.
|                   | Ergebnis |            |
| ----------------- | -------- | ---------- |
| Recreativo Huelva | 2:1      | FC Granada |

## Achtelfinale
Die Hinspiele wurden am 8. Mai, die Rückspiele am 22. Mai 1960 ausgetragen.
|              | Gesamt |                   | Hinspiel | Rückspiel |
| ------------ | ------ | ----------------- | -------- | --------- |
| CF Barcelona | 6:3    | Tarrasa CF        | 4:2      | 2:1       |
| FC Córdoba   | 3:8    | Atlético Madrid   | 1:3      | 2:5       |
| FC Elche     | 6:6    | Betis Sevilla     | 4:4      | 2:2       |
| Real Gijón   | 3:2    | Recreativo Huelva | 2:0      | 1:2       |
| RCD Mallorca | 3:1    | Real Sociedad     | 0:0      | 3:1       |
| CD Ourense   | 4:4    | Atlético Bilbao   | 3:1      | 1:3       |
| Real Madrid  | 9:0    | Cultural Leonesa  | 5:0      | 4:0       |
| FC Valencia  | 4:1    | Real Oviedo       | 3:1      | 1:0       |

### Entscheidungsspiele
|            | Ergebnis |                 |
| ---------- | -------- | --------------- |
| FC Elche   | 16:4 1   | Betis Sevilla   |
| CD Ourense | 11:2 2   | Atlético Bilbao |

## Viertelfinale
Die Hinspiele wurden am 5. Juni, die Rückspiele am 12. Juni 1960 ausgetragen.
|              | Gesamt |                 | Hinspiel | Rückspiel |
| ------------ | ------ | --------------- | -------- | --------- |
| CF Barcelona | 3:4    | Atlético Bilbao | 3:1      | 0:3       |
| FC Elche     | 2:0    | RCD Mallorca    | 1:0      | 1:0       |
| Real Madrid  | 13:10  | Real Gijón      | 8:0      | 5:1       |
| FC Valencia  | 1:5    | Atlético Madrid | 0:1      | 1:4       |

## Halbfinale
Die Hinspiele wurden am 16. Juni, die Rückspiele am 19. Juni 1960 ausgetragen.
|                 | Gesamt |             | Hinspiel | Rückspiel |
| --------------- | ------ | ----------- | -------- | --------- |
| Atlético Bilbao | 4:8    | Real Madrid | 3:0      | 1:8       |
| Atlético Madrid | 9:2    | FC Elche    | 8:0      | 1:2       |

## Finale
| Atlético Madrid                                     | Atlético Madrid | Real Madrid | Real Madrid |
| --------------------------------------------------- | --- | --- | ----------- |
| Atlético Madrid                                     | \| 26. Juni 1960 in Madrid (Estadio Santiago Bernabéu) \| \| Ergebnis: 3:1 (0:1) \| \| Zuschauer: 100.000 \| \| Schiedsrichter: Félix Birigay \|                                                   | \| 26. Juni 1960 in Madrid (Estadio Santiago Bernabéu) \| \| Ergebnis: 3:1 (0:1) \| \| Zuschauer: 100.000 \| \| Schiedsrichter: Félix Birigay \|                                                        | Real Madrid |
| Atlético Madrid                                     | Edgardo Madinabeytia – Feliciano Rivilla, Alberto Callejo, Alvarito – Ramiro Rodrigues, Chuzo – Polo, Adelardo Rodríguez, Miguel Jones, Joaquín Peiró, Enrique Collar Cheftrainer: José Villalonga | Rogelio Domínguez – Pantaleón, José Santamaría, Miche – José María Vidal, José María Zárraga – Chus Herrera, Luis del Sol, Alfredo Di Stéfano, Ferenc Puskás, Francisco Gento Cheftrainer: Miguel Muñoz | Real Madrid |
| Atlético Madrid                                     | 1:1 Enrique Collar (51.) 2:1 Miguel Jones (76.) 3:1 Joaquín Peiró (86.) | 0:1 Ferenc Puskás (20.) | Real Madrid |
| 26. Juni 1960 in Madrid (Estadio Santiago Bernabéu) | | |             |
| Ergebnis: 3:1 (0:1)                                 | | |             |
| Zuschauer: 100.000                                  | | |             |
| Schiedsrichter: Félix Birigay                       | | |             |